# Ponte dell'Amicizia (Cina-Nepal)
Il Ponte dell'Amicizia cino-nepalese (中尼友谊桥 Zhōng-Ní Yǒuyì Qiáo in cinese;  मितेरी पुल Miterī Pula in lingua nepalese) è un  ponte che attraversa il fiume Sun Kosi, collegando Kodari nel Distretto di Sindhulpalchok (Nepal) con Zhangmu (Cina). A metà dal ponte una linea tracciata sul suolo, indica il confine tra la Cina ed il Nepal.

## Caratteristiche
Partendo dal ponte, sul versante nepalese, la Arniko Rajmarg (Autostrada di Arniko, abbreviata ARM) collega Kodari con Kathmandu.
Nell'altra direzione, la China National Highway 318 va da Zhangmu (Dram), e dopo aver attraversato il Tibet di cui tocca anche la capitale Lhasa, arriva fino a Shanghai. La parte tibetana del percorso è conosciuta anche col nome di Friendship Highway (Autostrada dell'amicizia).

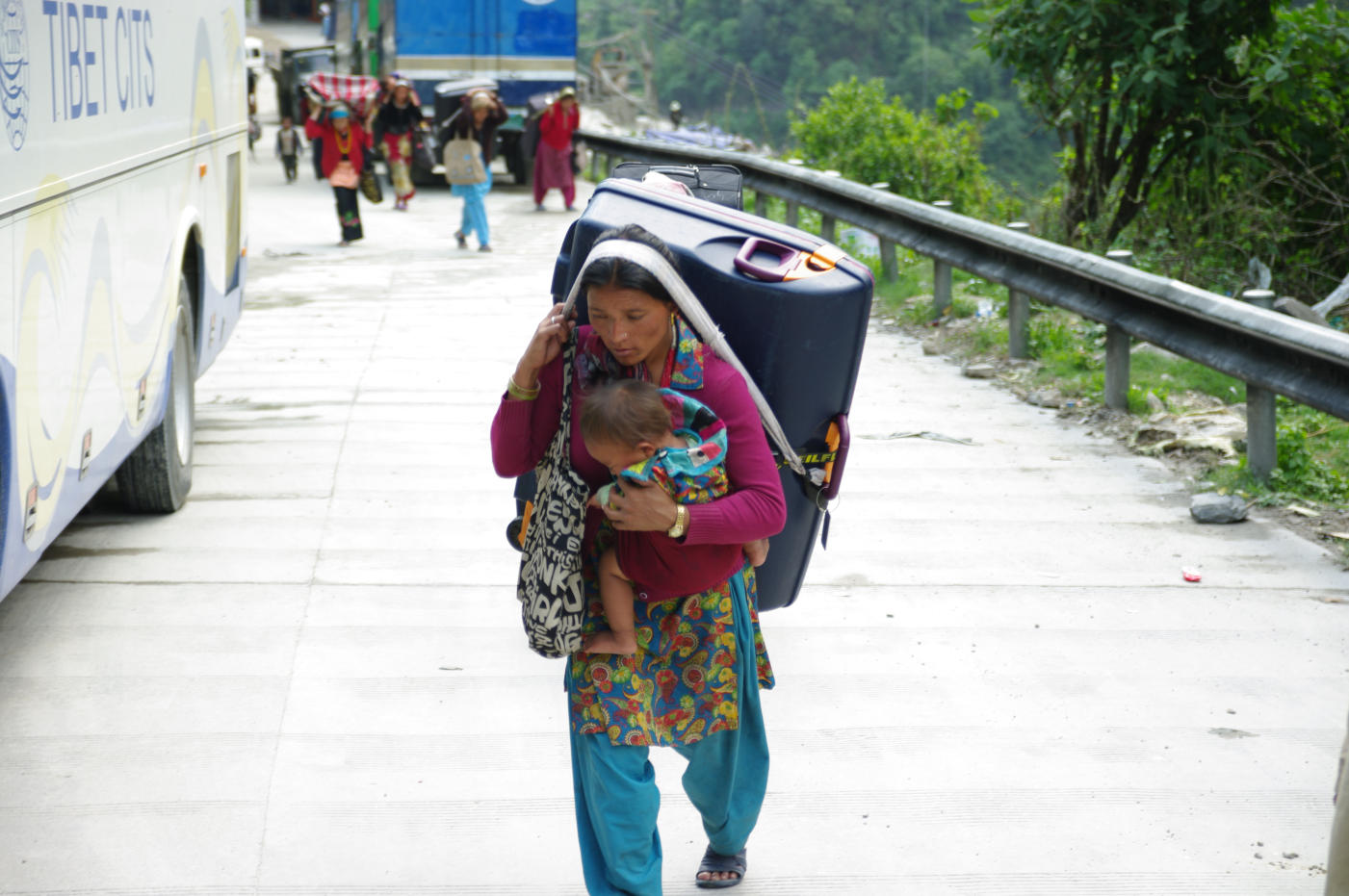
Donne nepalesi portano le valigie dei turisti attraverso il Ponte dell'Amicizia.

Il traffico passeggeri sul ponte è permesso solo a piedi, quindi gli automezzi lasciano i turisti e viaggiatori presso il rispettivo posto di frontiera all'inizio del ponte. Da qui, dopo aver espletato le formalità doganali, si attraversa il ponte camminando fino all'altro posto di frontiera.
Ciò ha indotto la nascita di una nuova attività economica: portatori (soprattutto donne) che trasportano i bagagli, e talvolta anche le persone, da un lato all'altro del ponte.